# 人情横丁

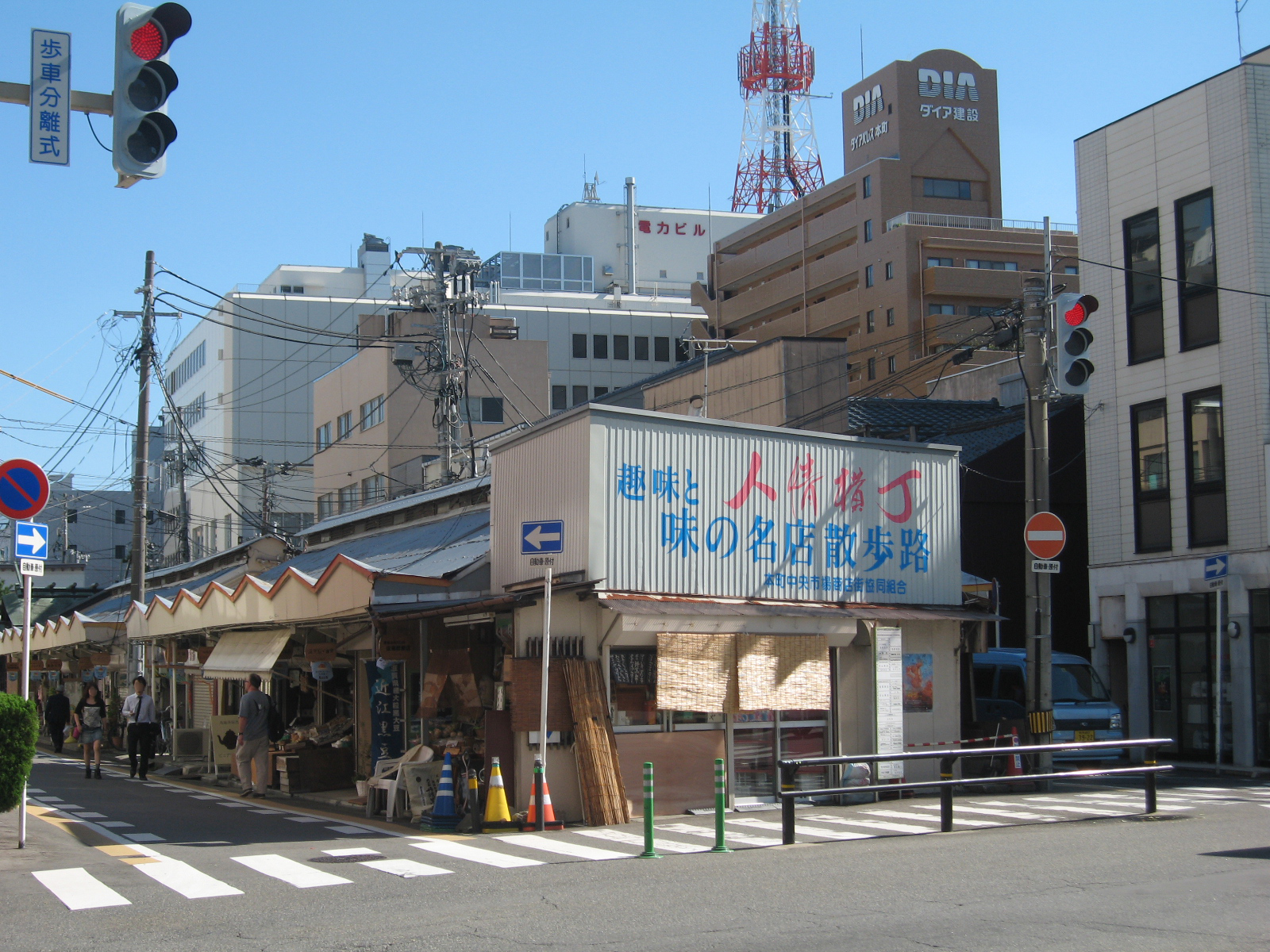
人情横丁

人情横丁とその周辺の位置関係

人情横丁（にんじょうよこちょう）は、新潟市中央区に所在する商店街。正式名称は、本町中央市場商店街である。

## 概要

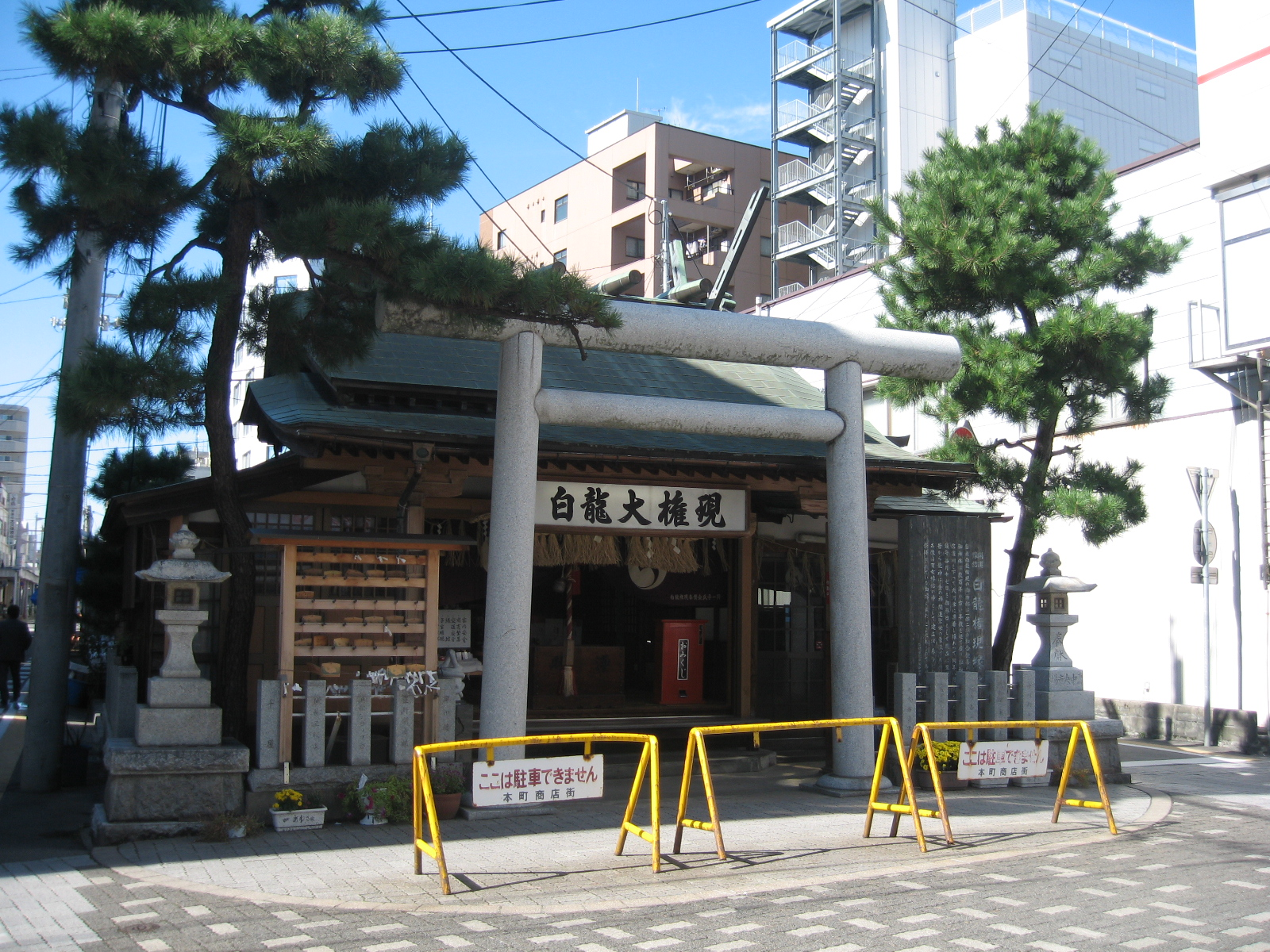
商店街の途中にある白龍大権現

新潟市の中心部にある、新津屋小路と呼ばれる道路の中央部に160mほどにわたって続く商店街であり、魚などの食品や飲食店、雑貨店など38店舗が並ぶ。西端は東堀通と交差点付近、東端は上大川前通との交差点付近にあたり、本町通のアーケード商店街「ぷらっと本町」やCiiNA CiiNA 丸大新潟に隣接する。
二番堀という名の堀の上に建てられており、その関係もあってか住所が設定されていない番外地となっている。
商店街の建物4軒は「新潟市民文化遺産」に選定されている。また、商店街の東端に位置する浦安橋遺構も同遺産に選定されている。

## 歴史
1951年（昭和26年）、戦後の混乱が続く中で建てられた。

## アクセス
- BRT萬代橋ライン「本町」バス停から徒歩4分。
- 駐車場については古町 (新潟市)#交通を参照。
- 駐輪場は商店街の中に2箇所設けられている[5]。